# La Madone d'Orléans
La Madone d'Orléans, est un tableau peint par Raphaël vers 1506-1507. Il doit son nom au fait qu'il a longtemps été conservé par la maison d'Orléans après son acquisition par Philippe d'Orléans. Il est actuellement conservé au Musée Condé.

## Historique
Dès le début du XVIe siècle, des copies de la Madone d'Orléans sont mentionnées dans le Piémont. Par ailleurs, le peintre piémontais Giovanni Martino Spanzotti évoque dans une lettre adressée à Charles II de Savoie et datée de 1507, le tableau sous le nom de tabuleto fiorentino. Le tableau se trouve donc déjà à Turin à cette date. Plusieurs autres copies du même tableau sont réalisées par l'atelier du même peintre entre 1507 et 1526. Quatre de ces copies anciennes sont connues de nos jours, dont une au Walters Art Museum de Baltimore et une autre au Rijksmuseum d'Amsterdam. 
Le tableau reste dans les collections du duc de Savoie jusqu'au XVIIe siècle. En 1647, Christine de France, veuve de Victor-Amédée Ier de Savoie et par ailleurs fille de Henri IV, se fait voler quatre tableaux de Raphaël. La Madone est sans doute l'un d'entre eux. On ne retrouve la trace de l'œuvre qu'en 1729, mentionnée dans le Recueil d'estampes commandé par Pierre Crozat. Selon ce recueil, ce tableau a appartenu à un certain Passart puis à l'abbé François de Camps (1643-1723), évêque de Pamiers et érudit et enfin à Philippe d'Orléans (1674-1723), régent de France. Le tableau est conservé au Palais-Royal jusqu'à la Révolution. 
En 1791, Philippe Égalité vend toute sa collection de peintures italiennes à son banquier Édouard de Walkiers pour couvrir ses dettes colossales. Celui revend la collection à son cousin François Laborde de Méreville. En 1798, elle est revendue en bloc à Londres aux Lords Bridgewater, Gower et Carlyle qui s'associent pour l'occasion, mais revendant aussitôt la Madone. Le tableau passe successivement dans les mains des collectionneurs Hibbert en 1799 à Londres, Nieuwenhuys en 1831 à Bruxelles, Delamarre ou de Lahaute à Paris, puis le marquis Aguado en 1835 et enfin l'homme d'affaires et député François Delessert (1780-1868). Lors de la mise en vente de la collection Delessert le 15 mars 1869, le duc d'Aumale acquiert le tableau. Après la construction du château de Chantilly, il le place dans le Santuario, aux côtés des Trois Grâces et d'un panneau de Filippino Lippi.

## Analyses

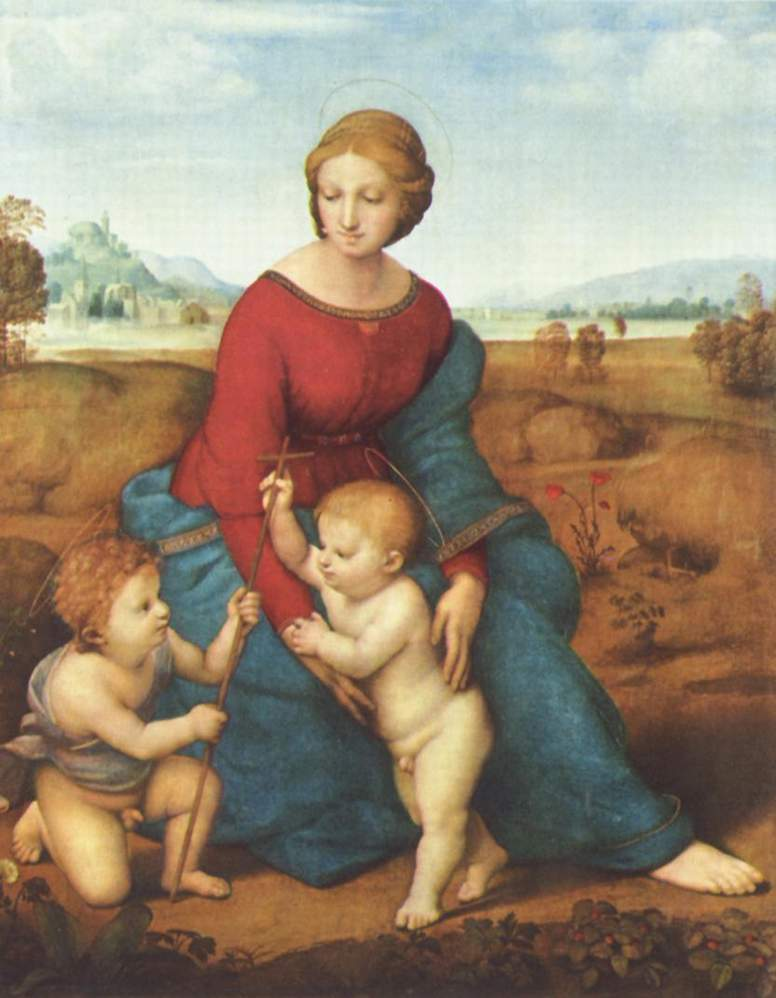
Madonna del Prato, 1506

Le visage de la vierge présente d'importantes ressemblances avec celui de la Madonna del Prato (Kunsthistorisches Museum), qui est signée et datée de 1506. Elle a en effet été réalisée à Florence, probablement juste après la Vierge à l'Enfant et saint Joseph du  musée de l'Ermitage. Elle permet ainsi de dater La Madone d'Orléans de la même année. Par ailleurs, le corps de l'enfant montre une influence de Michel-Ange. 

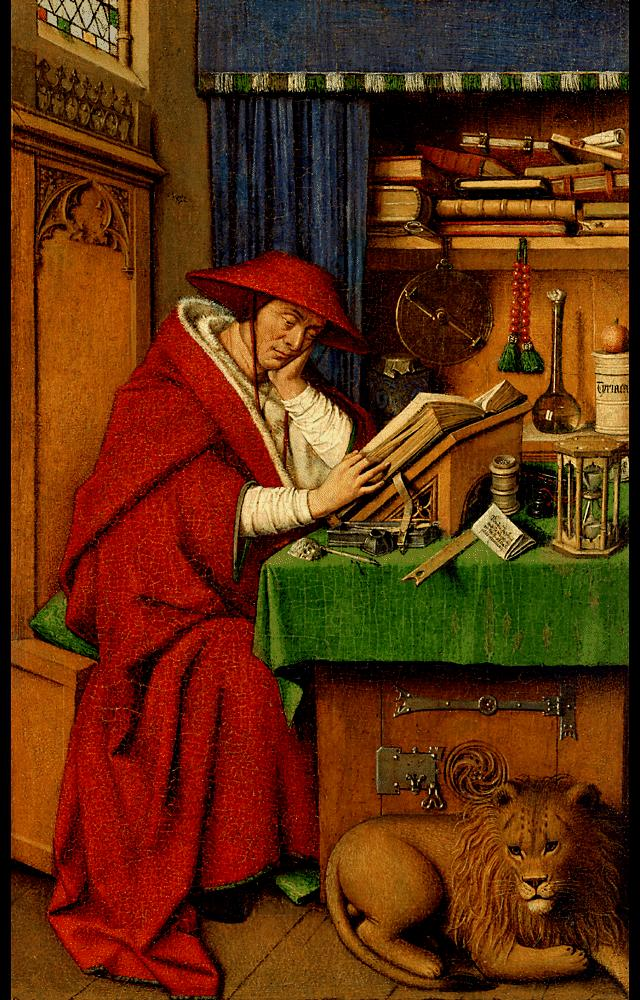
Saint Jérôme étudiant par Jan van Eyck, Detroit Institute of Arts.

Le fond du tableau a longtemps interrogé. L'historien suédois de l'art Ingvar Bergström est parvenu à y voir une influence du Saint Jérôme étudiant de Jan van Eyck qui appartenait alors à Laurent le Magnifique alors que Raphaël était à Florence. Dans le studio du saint, on y voit le même pot surmonté d'une pomme posé sur une étagère. Sur le tableau du peintre flamand, le pot comporte la mention « Tyriana ». Le tyriana est traditionnellement un remède contre les morsures de serpent, incarnation du mal par excellence. Cette association de la pomme et du tyriana est donc l'allégorie du rachat du péché par le Christ, la vierge jouant le rôle d'intercesseur du Christ et donc servante de la vrai médecine. Cette allégorie est sans doute très courante à l'époque, ce qui n'oblige même plus Raphaël à mentionner le nom du tyrianna sur le pot. L'étagère et ses autres pots d'apothicaire en fond de tableau confirme cette iconographie de la vierge « Apotheca ».